# سادامه
سادامه (定め, ت.ت. «سرنوشت») نخستین آلبوم ژاپنی‌زبان و در کل دومین آلبوم استودیویی گروه پسرانهٔ کره‌ای انهایپن است. این آلبوم در ۲۶ اکتبر ۲۰۲۲ توسط یونیورسال میوزیک ژاپن منتشر شد. سادامه شامل شش قطعه از جمله ورژن ژاپنی ترانه‌های «قرین رحمت-قرین خشم» و «آینده کامل» است.

## عملکرد تجاری
سادامه در اولین روز انتشارش، ۱۸۳٬۳۷۳ کپی فروخت و در جایگاه اول رتبه‌بندی آلبوم روزانه جدول اوریکون قرار گرفت.

## جدول‌ها
| جدول (۲۰۲۲)                       | بالاترین موقعیت |
| --------------------------------- | --------------- |
| آلبوم‌های ژاپنی (اوریکون)          | 1               |
| آلبوم‌های ژاپنی (اوریکون)          | ۱               |
| آلبوم‌های داغ ژاپنی (بیلبورد ژاپن) | ۱               |

| جدول (۲۰۲۲)              | موقعیت بالاترین |
| ------------------------ | --------------- |
| آلبوم‌های ژاپنی (اوریکون) | ۲               |